# Eberhard August Wilhelm von Zimmermann
Eberhard August Wilhelm von Zimmermann (ur. 17 sierpnia 1743, zm. 4 lipca 1815) – niemiecki geograf i zoolog. Był profesorem nauk przyrodniczych w Brunszwiku. Jednym z jego studentów był Carl Friedrich Gauss. Napisał pierwsze dzieło na temat rozprzestrzeniania się geograficznego ssaków – Specimen Zoologiae Geographicae Quadrupedum (1777).